# Wereldbeker alpineskiën 2020/2021
Het FIS wereldbeker alpineskiën seizoen 2020/2021 was het 55e seizoen sinds het seizoen 1966/1967. De reeks wedstrijden werd op zaterdag 17 oktober 2020 geopend met de traditionele reuzenslalom voor vrouwen in het Oostenrijkse skioord Söslden in Tirol. Het seizoen werd op zondag 21 maart 2021 afgesloten met een reuzenslalom voor vrouwen en een slalom voor mannen in het Zwitserse Lenzerheide.
De alpineskiër die op het einde van het seizoen de meeste punten had verzameld, won de algemene wereldbeker. Ook per discipline wordt een apart wereldbekerklassement opgemaakt. Vanwege de coronapandemie ziet het seizoen er anders uit dan in andere jaren, zo worden er dit seizoen geen wedstrijden georganiseerd in Noord-Amerika.

## Mannen

### Kalender
| Datum | Plaats                     | Onderdeel    | Eerste                         | Tweede                         | Derde                          |
| --- | -------------------------- | ------------ | ------------------------------ | ------------------------------ | ------------------------------ |
| 18/10/2020 | Sölden                     | Reuzenslalom | Lucas Braathen                 | Marco Odermatt                 | Gino Caviezel                  |
| 27/11/2020 | Lech-Zürs                  | Parallel     | Alexis Pinturault              | Henrik Kristoffersen           | Alexander Schmid               |
| 05/12/2020 | Santa Caterina di Valfurva | Reuzenslalom | Filip Zubčić                   | Žan Kranjec                    | Marco Odermatt                 |
| 07/12/2020 | Santa Caterina di Valfurva | Reuzenslalom | Marco Odermatt                 | Tommy Ford                     | Filip Zubčić                   |
| 12/12/2020 | Val d'Isère                | Super G      | Mauro Caviezel                 | Adrian Smiseth Sejersted       | Christian Walder               |
| 13/12/2020 | Val d'Isère                | Afdaling     | Martin Čater                   | Otmar Striedinger              | Urs Kryenbühl                  |
| 18/12/2020 | Val Gardena                | Super G      | Aleksander Aamodt Kilde        | Mauro Caviezel                 | Kjetil Jansrud                 |
| 19/12/2020 | Val Gardena                | Afdaling     | Aleksander Aamodt Kilde        | Ryan Cochran-Siegle            | Beat Feuz                      |
| 20/12/2020 | Alta Badia                 | Reuzenslalom | Alexis Pinturault              | Atle Lie McGrath               | Justin Murisier                |
| 21/12/2020 | Alta Badia                 | Slalom       | Ramon Zenhäusern               | Manuel Feller                  | Marco Schwarz                  |
| 22/12/2020 | Madonna di Campiglio       | Slalom       | Henrik Kristoffersen           | Sebastian Foss-Solevåg         | Alex Vinatzer                  |
| 29/12/2020 | Bormio                     | Super G      | Ryan Cochran-Siegle            | Vincent Kriechmayr             | Adrian Smiseth Sejersted       |
| 30/12/2020 | Bormio                     | Afdaling     | Matthias Mayer                 | Vincent Kriechmayr             | Urs Kryenbühl                  |
| 06/01/2021 | Zagreb                     | Slalom       | Linus Straßer                  | Manuel Feller                  | Marco Schwarz                  |
| 08/01/2021 | Adelboden                  | Reuzenslalom | Alexis Pinturault              | Filip Zubčić                   | Marco Odermatt                 |
| 09/01/2021 | Adelboden                  | Reuzenslalom | Alexis Pinturault              | Filip Zubčić                   | Loïc Meillard                  |
| 10/01/2021 | Adelboden                  | Slalom       | Marco Schwarz                  | Linus Straßer                  | Dave Ryding                    |
| 16/01/2021 | Flachau                    | Slalom       | Manuel Feller                  | Clément Noël                   | Marco Schwarz                  |
| 17/01/2021 | Flachau                    | Slalom       | Sebastian Foss-Solevåg         | Marco Schwarz                  | Alexis Pinturault              |
| 22/01/2021 | Kitzbühel                  | Afdaling     | Beat Feuz                      | Matthias Mayer                 | Dominik Paris                  |
| 24/01/2021 | Kitzbühel                  | Afdaling     | Beat Feuz                      | Johan Clarey                   | Matthias Mayer                 |
| 25/01/2021 | Kitzbühel                  | Super G      | Vincent Kriechmayr             | Marco Odermatt                 | Matthias Mayer                 |
| 26/01/2021 | Schladming                 | Slalom       | Marco Schwarz                  | Clément Noël                   | Alexis Pinturault              |
| 30/01/2021 | Chamonix                   | Slalom       | Clément Noël                   | Ramon Zenhäusern               | Marco Schwarz                  |
| 31/01/2021 | Chamonix                   | Slalom       | Henrik Kristoffersen           | Ramon Zenhäusern               | Sandro Simonet                 |
| 05/02/2021 | Garmisch-Partenkirchen     | Afdaling     | Dominik Paris                  | Beat Feuz                      | Matthias Mayer                 |
| 06/02/2021 | Garmisch-Partenkirchen     | Super G      | Vincent Kriechmayr             | Matthias Mayer                 | Marco Odermatt                 |
| 8 tot en met 21 februari 2021: Wereldkampioenschappen alpineskiën 2021 in Cortina d'Ampezzo (telt niet mee voor wereldbeker) |                            |              |                                |                                |                                |
| 27/02/2021 | Bansko                     | Reuzenslalom | Filip Zubčić                   | Mathieu Faivre                 | Stefan Brennsteiner            |
| 28/02/2021 | Bansko                     | Reuzenslalom | Mathieu Faivre                 | Marco Odermatt                 | Alexis Pinturault              |
| 05/03/2021 | Saalbach-Hinterglemm       | Afdaling     | Afgelast, vanwege slecht zicht | Afgelast, vanwege slecht zicht | Afgelast, vanwege slecht zicht |
| 06/03/2021 | Saalbach-Hinterglemm       | Afdaling     | Vincent Kriechmayr             | Beat Feuz                      | Matthias Mayer                 |
| 07/03/2021 | Saalbach-Hinterglemm       | Super G      | Marco Odermatt                 | Mathieu Bailet                 | Vincent Kriechmayr             |
| 13/03/2021 | Kranjska Gora              | Reuzenslalom | Marco Odermatt                 | Loïc Meillard                  | Stefan Brennsteiner            |
| 14/03/2021 | Kranjska Gora              | Slalom       | Clément Noël                   | Victor Muffat-Jeandet          | Ramon Zenhäusern               |
| 17/03/2021 | Lenzerheide                | Afdaling     | Afgelast                       | Afgelast                       | Afgelast                       |
| 18/03/2021 | Lenzerheide                | Super G      | Afgelast                       | Afgelast                       | Afgelast                       |
| 20/03/2021 | Lenzerheide                | Reuzenslalom | Alexis Pinturault              | Filip Zubčić                   | Mathieu Faivre                 |
| 21/03/2021 | Lenzerheide                | Slalom       | Manuel Feller                  | Clément Noël                   | Alexis Pinturault              |

### Eindstanden
| Algemeen klassement | Algemeen klassement  | Algemeen klassement | Algemeen klassement | Algemeen klassement | Algemeen klassement     | Algemeen klassement | Algemeen klassement | Algemeen klassement | Algemeen klassement | Algemeen klassement | Algemeen klassement |
| #                   | Naam                 | Land                | Punten              | #                   | Naam                    | Land                | Punten              | #                   | Naam                | Land                | Punten              |
| ------------------- | -------------------- | ------------------- | ------------------- | ------------------- | ----------------------- | ------------------- | ------------------- | ------------------- | ------------------- | ------------------- | ------------------- |
| 1                   | Alexis Pinturault    | FRA                 | 1260                | 11                  | Aleksander Aamodt Kilde | NOR                 | 560                 | 21                  | Gino Caviezel       | SUI                 | 319                 |
| 2                   | Marco Odermatt       | SUI                 | 1093                | 12                  | Clément Noël            | FRA                 | 554                 | 22                  | Mauro Caviezel      | SUI                 | 307                 |
| 3                   | Marco Schwarz        | AUT                 | 814                 | 13                  | Ramon Zenhäusern        | SUI                 | 503                 | 22                  | Ryan Cochran-Siegle | USA                 | 307                 |
| 4                   | Loïc Meillard        | SUI                 | 805                 | 14                  | Sebastian Foss-Solevåg  | NOR                 | 431                 | 24                  | Romed Baumann       | GER                 | 299                 |
| 5                   | Filip Zubčić         | CRO                 | 764                 | 15                  | Dominik Paris           | ITA                 | 426                 | 25                  | Max Franz           | AUT                 | 276                 |
| 6                   | Henrik Kristoffersen | NOR                 | 722                 | 16                  | Mathieu Faivre          | FRA                 | 404                 | 26                  | Justin Murisier     | SUI                 | 274                 |
| 7                   | Matthias Mayer       | AUT                 | 700                 | 17                  | Victor Muffat-Jeandet   | FRA                 | 372                 | 27                  | Christof Innerhofer | ITA                 | 273                 |
| 8                   | Vincent Kriechmayr   | AUT                 | 675                 | 18                  | Linus Straßer           | GER                 | 349                 | 28                  | Mathieu Bailet      | FRA                 | 266                 |
| 9                   | Beat Feuz            | SUI                 | 607                 | 19                  | Johan Clarey            | FRA                 | 335                 | 28                  | Stefan Brennsteiner | AUT                 | 266                 |
| 10                  | Manuel Feller        | AUT                 | 595                 | 20                  | Andreas Sander          | GER                 | 330                 | 30                  | Adrian Pertl        | AUT                 | 260                 |

| Afdaling | Afdaling                | Afdaling | Afdaling |
| #        | Naam                    | Land     | Punten   |
| -------- | ----------------------- | -------- | -------- |
| 1        | Beat Feuz               | SUI      | 486      |
| 2        | Matthias Mayer          | AUT      | 418      |
| 3        | Dominik Paris           | ITA      | 338      |
| 4        | Johan Clarey            | FRA      | 272      |
| 5        | Vincent Kriechmayr      | AUT      | 267      |
| 6        | Romed Baumann           | GER      | 196      |
| 7        | Otmar Striedinger       | AUT      | 191      |
| 8        | Aleksander Aamodt Kilde | NOR      | 190      |
| 9        | Max Franz               | AUT      | 186      |
| 10       | Andreas Sander          | GER      | 161      |

| Super G | Super G                  | Super G | Super G |
| #       | Naam                     | Land    | Punten  |
| ------- | ------------------------ | ------- | ------- |
| 1       | Vincent Kriechmayr       | AUT     | 401     |
| 2       | Marco Odermatt           | SUI     | 318     |
| 3       | Matthias Mayer           | AUT     | 276     |
| 4       | Mauro Caviezel           | SUI     | 225     |
| 5       | Aleksander Aamodt Kilde  | NOR     | 172     |
| 6       | Andreas Sander           | GER     | 169     |
| 7       | Kjetil Jansrud           | NOR     | 160     |
| 8       | Christian Walder         | AUT     | 145     |
| 9       | Adrian Smiseth Sejersted | NOR     | 140     |
| 10      | Ryan Cochran-Siegle      | USA     | 132     |

| Parallel | Parallel             | Parallel | Parallel |
| #        | Naam                 | Land     | Punten   |
| -------- | -------------------- | -------- | -------- |
| 1        | Alexis Pinturault    | FRA      | 100      |
| 2        | Henrik Kristoffersen | NOR      | 80       |
| 3        | Alexander Schmid     | GER      | 60       |
| 4        | Adrian Pertl         | AUT      | 50       |
| 5        | Semyel Bissig        | SUI      | 45       |
| 6        | Gino Caviezel        | SUI      | 40       |
| 7        | Stefan Luitz         | GER      | 36       |
| 8        | Christian Hirschbühl | AUT      | 32       |
| 9        | Dominik Raschner     | AUT      | 28       |
| 10       | Filip Zubčić         | CRO      | 26       |

| Reuzenslalom | Reuzenslalom         | Reuzenslalom | Reuzenslalom |
| #            | Naam                 | Land         | Punten       |
| ------------ | -------------------- | ------------ | ------------ |
| 1            | Alexis Pinturault    | FRA          | 700          |
| 2            | Marco Odermatt       | SUI          | 649          |
| 3            | Filip Zubčić         | CRO          | 606          |
| 4            | Loïc Meillard        | SUI          | 393          |
| 5            | Mathieu Faivre       | FRA          | 378          |
| 6            | Stefan Brennsteiner  | AUT          | 266          |
| 7            | Žan Kranjec          | SLO          | 250          |
| 8            | Henrik Kristoffersen | NOR          | 236          |
| 9            | Thibaut Favrot       | FRA          | 232          |
| 10           | Justin Murisier      | SUI          | 229          |

| Slalom | Slalom                 | Slalom | Slalom |
| #      | Naam                   | Land   | Punten |
| ------ | ---------------------- | ------ | ------ |
| 1      | Marco Schwarz          | AUT    | 665    |
| 2      | Clément Noël           | FRA    | 553    |
| 3      | Ramon Zenhäusern       | SUI    | 503    |
| 4      | Manuel Feller          | AUT    | 488    |
| 5      | Sebastian Foss-Solevåg | NOR    | 431    |
| 6      | Henrik Kristoffersen   | NOR    | 406    |
| 7      | Alexis Pinturault      | FRA    | 364    |
| 8      | Linus Straßer          | GER    | 347    |
| 9      | Loïc Meillard          | SUI    | 327    |
| 10     | Victor Muffat-Jeandet  | FRA    | 310    |

## Vrouwen

### Kalender
| Datum | Plaats                 | Onderdeel    | Eerste                                      | Tweede                                      | Derde                                       |
| --- | ---------------------- | ------------ | ------------------------------------------- | ------------------------------------------- | ------------------------------------------- |
| 17/10/2020 | Sölden                 | Reuzenslalom | Marta Bassino                               | Federica Brignone                           | Petra Vlhová                                |
| 21/11/2020 | Levi                   | Slalom       | Petra Vlhová                                | Mikaela Shiffrin                            | Katharina Liensberger                       |
| 22/11/2020 | Levi                   | Slalom       | Petra Vlhová                                | Michelle Gisin                              | Katharina Liensberger                       |
| 26/11/2020 | Lech-Zürs              | Parallel     | Petra Vlhová                                | Paula Moltzan                               | Lara Gut-Behrami                            |
| 05/12/2020 | Sankt Moritz           | Super G      | Afgelast, vanwege hevige sneeuwval          | Afgelast, vanwege hevige sneeuwval          | Afgelast, vanwege hevige sneeuwval          |
| 06/12/2020 | Sankt Moritz           | Super G      | Afgelast, vanwege hevige sneeuwval          | Afgelast, vanwege hevige sneeuwval          | Afgelast, vanwege hevige sneeuwval          |
| 12/12/2020 | Courchevel             | Reuzenslalom | Marta Bassino                               | Sara Hector                                 | Petra Vlhová                                |
| 14/12/2020 | Courchevel             | Reuzenslalom | Mikaela Shiffrin                            | Federica Brignone                           | Tessa Worley                                |
| 18/12/2020 | Val-d'Isère            | Afdaling     | Corinne Suter                               | Sofia Goggia                                | Breezy Johnson                              |
| 19/12/2020 | Val-d'Isère            | Afdaling     | Sofia Goggia                                | Corinne Suter                               | Breezy Johnson                              |
| 20/12/2020 | Val-d'Isère            | Super G      | Ester Ledecká                               | Corinne Suter                               | Federica Brignone                           |
| 28/12/2020 | Semmering              | Reuzenslalom | Afgelast, vanwege hevige windomstandigheden | Afgelast, vanwege hevige windomstandigheden | Afgelast, vanwege hevige windomstandigheden |
| 29/12/2020 | Semmering              | Slalom       | Michelle Gisin                              | Katharina Liensberger                       | Mikaela Shiffrin                            |
| 03/01/2021 | Zagreb                 | Slalom       | Petra Vlhová                                | Katharina Liensberger                       | Michelle Gisin                              |
| 09/01/2021 | St. Anton              | Afdaling     | Sofia Goggia                                | Tamara Tippler                              | Breezy Johnson                              |
| 10/01/2021 | St. Anton              | Super G      | Lara Gut-Behrami                            | Marta Bassino                               | Corinne Suter                               |
| 12/01/2021 | Flachau                | Slalom       | Mikaela Shiffrin                            | Katharina Liensberger                       | Wendy Holdener                              |
| 16/01/2021 | Kranjska Gora          | Reuzenslalom | Marta Bassino                               | Tessa Worley                                | Michelle Gisin                              |
| 17/01/2021 | Kranjska Gora          | Slalom       | Marta Bassino                               | Michelle Gisin                              | Meta Hrovat                                 |
| 22/01/2021 | Crans-Montana          | Afdaling     | Sofia Goggia                                | Ester Ledecká                               | Breezy Johnson                              |
| 23/01/2021 | Crans-Montana          | Afdaling     | Sofia Goggia                                | Lara Gut-Behrami                            | Elena Curtoni                               |
| 24/01/2021 | Crans-Montana          | Super G      | Lara Gut-Behrami                            | Tamara Tippler                              | Federica Brignone                           |
| 26/01/2021 | Kronplatz              | Reuzenslalom | Tessa Worley                                | Lara Gut-Behrami                            | Marta Bassino                               |
| 30/01/2021 | Garmisch-Partenkirchen | Super G      | Lara Gut-Behrami                            | Kajsa Vickhoff Lie                          | Marie-Michèle Gagnon                        |
| 01/02/2021 | Garmisch-Partenkirchen | Super G      | Lara Gut-Behrami                            | Petra Vlhová                                | Tamara Tippler                              |
| 8 tot en met 21 februari 2021: Wereldkampioenschappen alpineskiën 2021 in Cortina d'Ampezzo (telt niet mee voor wereldbeker) |                        |              |                                             |                                             |                                             |
| 26/02/2021 | Val di Fassa           | Afdaling     | Lara Gut-Behrami                            | Ramona Siebenhofer                          | Corinne Suter                               |
| 27/02/2021 | Val di Fassa           | Afdaling     | Lara Gut-Behrami                            | Corinne Suter                               | Kira Weidle                                 |
| 28/02/2021 | Val di Fassa           | Super G      | Federica Brignone                           | Lara Gut-Behrami                            | Corinne Suter                               |
| 06/03/2021 | Jasná                  | Slalom       | Mikaela Shiffrin                            | Petra Vlhová                                | Wendy Holdener                              |
| 07/03/2021 | Jasná                  | Reuzenslalom | Petra Vlhová                                | Alice Robinson                              | Mikaela Shiffrin                            |
| 12/03/2021 | Åre                    | Slalom       | Petra Vlhová                                | Katharina Liensberger                       | Mikaela Shiffrin                            |
| 13/03/2021 | Åre                    | Slalom       | Katharina Liensberger                       | Mikaela Shiffrin                            | Wendy Holdener                              |
| 17/03/2021 | Lenzerheide            | Afdaling     | Afgelast                                    | Afgelast                                    | Afgelast                                    |
| 18/03/2021 | Lenzerheide            | Super G      | Afgelast                                    | Afgelast                                    | Afgelast                                    |
| 20/03/2021 | Lenzerheide            | Slalom       | Katharina Liensberger                       | Mikaela Shiffrin                            | Michelle Gisin                              |
| 21/03/2021 | Lenzerheide            | Reuzenslalom | Alice Robinson                              | Mikaela Shiffrin                            | Meta Hrovat                                 |

### Eindstanden
| Algemeen klassement | Algemeen klassement   | Algemeen klassement | Algemeen klassement | Algemeen klassement | Algemeen klassement | Algemeen klassement | Algemeen klassement | Algemeen klassement | Algemeen klassement  | Algemeen klassement | Algemeen klassement |
| #                   | Naam                  | Land                | Punten              | #                   | Naam                | Land                | Punten              | #                   | Naam                 | Land                | Punten              |
| ------------------- | --------------------- | ------------------- | ------------------- | ------------------- | ------------------- | ------------------- | ------------------- | ------------------- | -------------------- | ------------------- | ------------------- |
| 1                   | Petra Vlhová          | SVK                 | 1416                | 11                  | Tamara Tippler      | AUT                 | 483                 | 21                  | Paula Moltzan        | USA                 | 303                 |
| 2                   | Lara Gut-Behrami      | SUI                 | 1256                | 12                  | Tessa Worley        | FRA                 | 479                 | 22                  | Laura Pirovano       | ITA                 | 273                 |
| 3                   | Michelle Gisin        | SUI                 | 1130                | 13                  | Ester Ledecká       | CZE                 | 453                 | 23                  | Kristin Lysdahl      | NOR                 | 263                 |
| 4                   | Mikaela Shiffrin      | USA                 | 1075                | 14                  | Elena Curtoni       | ITA                 | 432                 | 24                  | Marie-Michèle Gagnon | CAN                 | 253                 |
| 5                   | Katharina Liensberger | AUT                 | 903                 | 15                  | Ramona Siebenhofer  | AUT                 | 378                 | 25                  | Meta Hrovat          | SLO                 | 252                 |
| 6                   | Marta Bassino         | ITA                 | 876                 | 16                  | Sara Hector         | SWE                 | 371                 | 26                  | Priska Nufer         | SUI                 | 248                 |
| 7                   | Federica Brignone     | ITA                 | 867                 | 17                  | Breezy Johnson      | USA                 | 367                 | 27                  | Lena Dürr            | GER                 | 244                 |
| 8                   | Corinne Suter         | SUI                 | 753                 | 18                  | Kajsa Vickhoff Lie  | NOR                 | 361                 | 28                  | Katharina Truppe     | AUT                 | 236                 |
| 9                   | Sofia Goggia          | ITA                 | 740                 | 19                  | Alice Robinson      | NZL                 | 326                 | 29                  | Ragnhild Mowinckel   | NOR                 | 230                 |
| 10                  | Wendy Holdener        | SUI                 | 535                 | 20                  | Kira Weidle         | GER                 | 316                 | 30                  | Laurence St. Germain | CAN                 | 224                 |

| Afdaling | Afdaling           | Afdaling | Afdaling |
| #        | Naam               | Land     | Punten   |
| -------- | ------------------ | -------- | -------- |
| 1        | Sofia Goggia       | ITA      | 480      |
| 2        | Corinne Suter      | SUI      | 410      |
| 3        | Lara Gut-Behrami   | SUI      | 383      |
| 4        | Breezy Johnson     | USA      | 330      |
| 5        | Kira Weidle        | GER      | 265      |
| 6        | Laura Pirovano     | ITA      | 220      |
| 7        | Tamara Tippler     | AUT      | 211      |
| 8        | Ester Ledecká      | CZE      | 206      |
| 9        | Elena Curtoni      | ITA      | 206      |
| 10       | Ramona Siebenhofer | AUT      | 194      |

| Super G | Super G             | Super G | Super G |
| #       | Naam                | Land    | Punten  |
| ------- | ------------------- | ------- | ------- |
| 1       | Lara Gut-Behrami    | SUI     | 525     |
| 2       | Federica Brignone   | ITA     | 323     |
| 3       | Corinne Suter       | SUI     | 310     |
| 4       | Tamara Tippler      | AUT     | 272     |
| 5       | Ester Ledecká       | CZE     | 236     |
| 6       | Marta Bassino       | ITA     | 228     |
| 7       | Kajsa Vickhoff Lie  | NOR     | 182     |
| 8       | Petra Vlhová        | SVK     | 158     |
| 9       | Francesca Marsaglia | ITA     | 146     |
| 10      | Elena Curtoni       | ITA     | 136     |

| Parallel | Parallel                | Parallel | Parallel |
| #        | Naam                    | Land     | Punten   |
| -------- | ----------------------- | -------- | -------- |
| 1        | Petra Vlhová            | SVK      | 100      |
| 2        | Paula Moltzan           | USA      | 80       |
| 3        | Lara Gut-Behrami        | SUI      | 60       |
| 4        | Sara Hector             | SWE      | 50       |
| 5        | Marta Bassino           | ITA      | 45       |
| 6        | Thea Louise Stjernesund | NOR      | 40       |
| 7        | Federica Brignone       | ITA      | 36       |
| 8        | Elisa Mörzinger         | AUT      | 32       |
| 9        | Maryna Gąsienica-Daniel | POL      | 28       |
| 10       | Adriana Jelínková       | NED      | 26       |

| Reuzenslalom | Reuzenslalom          | Reuzenslalom | Reuzenslalom |
| #            | Naam                  | Land         | Punten       |
| ------------ | --------------------- | ------------ | ------------ |
| 1            | Marta Bassino         | ITA          | 546          |
| 2            | Mikaela Shiffrin      | USA          | 420          |
| 3            | Tessa Worley          | FRA          | 391          |
| 4            | Michelle Gisin        | SUI          | 389          |
| 5            | Federica Brignone     | ITA          | 372          |
| 6            | Petra Vlhová          | SVK          | 342          |
| 7            | Lara Gut-Behrami      | SUI          | 288          |
| 8            | Alice Robinson        | NZL          | 278          |
| 9            | Meta Hrovat           | SLO          | 234          |
| 10           | Katharina Liensberger | AUT          | 198          |

| Slalom | Slalom                | Slalom | Slalom |
| #      | Naam                  | Land   | Punten |
| ------ | --------------------- | ------ | ------ |
| 1      | Katharina Liensberger | AUT    | 690    |
| 2      | Mikaela Shiffrin      | USA    | 655    |
| 3      | Petra Vlhová          | SVK    | 652    |
| 4      | Michelle Gisin        | SUI    | 491    |
| 5      | Wendy Holdener        | SUI    | 415    |
| 6      | Lena Dürr             | GER    | 235    |
| 7      | Kristin Lysdahl       | NOR    | 227    |
| 8      | Laurence St. Germain  | CAN    | 224    |
| 9      | Chiara Mair           | AUT    | 193    |
| 10     | Martina Dubovská      | CZE    | 188    |

## Landenwedstrijd
| Datum      | Plaats      | Onderdeel | Eerste | Tweede | Derde |
| ---------- | ----------- | --------- | ------ | ------ | ----- |
| 19/03/2021 | Lenzerheide | Team      |        |        |       |

## Uitzendrechten
- Canada: CBC Sports[10]
- Duitsland: ARD/ZDF[11]
- Finland: Yle
- Nederland: Eurosport
- Noorwegen: NRK
- Zweden: SVT[12][13]
- Zwitserland: SRG SSR[14]